# بريد ناقل
البريد الناقل (بالإنجليزية: E-carrier)‏، في الاتصالات الرقمية حيث يوجد سلك واحد فيزيائي مزدوج يمكن استخدامه لنقل العديد من المحادثات الصوتية التي تحدث في وقت واحد، والمعايير العالمية تم إنشاؤها ونشرها. المؤتمر الأوروبي لإدارات البريد والاتصالات ‏ (سي إي بي تي) في الأصل وحد نظام البريد الناقل ، الذي نقح وحسن تقنية تي الناقل الأمريكي في وقت سابق، وهذا قد تم اعتماده الآن من الاتحاد الدولي للاتصالات(قطاع توحيد الاتصالات) (أي تي يو - تي). هذا الآن يستخدم على نطاق واسع في جميع البلدان تقريبا خارج الولايات المتحدة الأمريكية وكندا واليابان.
معايير البريد الناقل تشكل جزءا من التدرج الرقمي متقارب الزمن (بي دي اتش) حيث مجموعات من الدوائر إي1 يمكن أن تجمع على سعة أعلى من الروابط إي3 بين التبادلات الهاتفية أو البلدان. هذا يسمح لمشغل الشبكة أن يوفر النهاية الخاصة لدائرة إي1 بين الزبائن في مختلف البلدان التي تتقاسم روابط ذات قدرة عالية مفردة فيما بينهم.
في الممارسة العملية، تستخدم فقط الاصدارات إي1 (30 دائرة) وإي3 (480 دائرة). فيزيائيا إي1 تبث على شكل 32 وحدة زمنية وإي3 512 وحدة زمنية، لكن تستخدم واحدة لوضع الإطار وعادة واحد يُخصص لإعداد إشارة المكالمة الدعوة وهدمها. على عكس خدمات بيانات الإنترنت، أنظمة البريد الناقل دائما تخصص القدرة على المكالمة الصوتية لكامل المدة. وهذا يضمن الجودة العالية للمكالمة لأن الانتقال يصل مع نفس فترة التأخير (اختفاء) والقدرات في جميع الأوقات.
الدوائر إي1 شائعة جدا في معظم مقاسم الهاتف وتستخدم لربط للشركات المتوسطة والكبيرة، للتبادل النائي وفي كثير من الحالات بين التبادلات. خطوط إي3 تستخدم بين التبادلات والمشغلين و/ أو البلدان، ولها سرعة انتقال من 34.368 ميجابت / ثانية.

## إي1
الوصلة إي1 تدير ما يزيد على مجموعتين منفصلتين من الأسلاك، وعادة ما يكون كابل مزدوج ملتوي. اسمية 3 فولت إشارة الذروة مرمزة مع الذيذبات باستخدام الأسلوب الذي يتجنب فترات طويلة دون تغيير القطبية. معدل خط البيانات 2.048 ميجابت / ثانية (الازدواج الكامل، بمعنى مصب 2.048 ميجابت / ثانية ومنبع 2.048 ميجابت / ثانية) والذي ينقسم إلى 32 وحدة زمنية، يتم تخصيص كل 8 بت كدوره. وبالتالي كل وحدة زمنية ترسل وتتلقى عينة 8 بت 8000 مرة في الثانية الواحدة (8 × 8000 × 32 = 2,048,000). هذا هو المثل الأعلى للمكالمات الهاتفية حيث الصوت يكون عينات إلى عدد 8 بت في تلك البيانات ويعاد بناؤها في النهاية الأخرى. الوحدات الزمنية معدودة من 0 حتي 31.
وحدة زمنية واحدة (تي اس 0) حُفظت لأغراض التأطير، وبالتناوب تنقل نمط ثابت. وهذا يسمح للمتلقي أن يلتحم ببداية كل إطار ويتابع كل قناة بالدور. تسمح المعايير بالفحص التكراري الدوري الكامل ليتم القيام به في جميع البتات المنقولة في كل إطار، للكشف عما إذا كانت الدائرة تفقد البتات (المعلومات)، ولكن هذا لا يستخدم دائما.
وحدة زمنية واحدة (تي اس 16) غالبا ما تكون مخصصة لأغراض الإشارة، للسيطرة على إعداد المكالمة وهدمها وفقا لواحد من عدة بروتوكولات مقاييس الاتصالات السلكية واللاسلكية القياسية. وهذا يشمل قناة الإشارة المترابطة (سي ايه اس) حيث يستخدم مجموعة من البتات لتكرار فتح واغلاق الدوائر (كما لو أُلتقط سماعة الهاتف ونُبضت الأرقام على الهاتف الدوار)، أو باستخدام لهجة الإشارات التي يتم تمريرها عبر صوت الدوائر نفسها. النظم الأحدث استخدمت إشارات القناة العامة (سي سي اس) مثل الشبكة الرقمية أو نظام التشوير 7 (اس اس 7) الذي يرسل رسائل قصيرة مشفرة مع مزيد من المعلومات حول هذا الاتصال بما في ذلك هوية المتصل، نوع الانتقال المطلوب الخ.الشبكة الرقمية غالبا ما تستخدم للتبادل بين الهاتف المحلي وأماكن العمل، بينما إس إس 7 يكاد يقتصر استخدامه بين التبادلات وبين المشغلين.
خلافا للنظم الناقلة ‏ السابقة [[تي الناقل|المتقدمة في أمريكا الشمالية]]، كافة 8 بت لكل عينة متوفرة لكل مكالمة. هذا يسمح للأنظمة E1 بأن تُستخدم بنفس القدر بالنسبة لمكالمات تبديل البيانات للدائرة، بدون المخاطرة بفقدان أي معلومات.
في حين أن المعيار سي إي بي تي الأصلي جي.703 يحدد خيارات عدة للانتقال الفعلي، على وجه الحصر تقريبا يستخدم تنسيقات اتش دي بي 3.

## مستويات التسلسل الهرمي
الـ بي دي اتش المؤسس على معدل إشارة إي0 مصمم بحيث أن كل مستوى أعلى يمكن أن يُعدد مجموعة من الإشارات ذات المستوى الأدنى. إي1 ذو الإطار تم تصميمه لتَحمّل بيانات قنوات 30 إي0 + 1) إشارة قناة، وجميع المستويات الأخرى مصممة لنقل 4 إشارات من المستوى أدناه. نظرا للحاجة الملحة للبتات الزائدة، وتسوية البتات للأعداد لمراعاة معدل الفروق بين أجزاء الشبكة، كل مستوى لاحق لديه قدرة أكبر مما هو متوقع من مجرد ضرب معدل مستوى الإشارة المنخفض (لذلك على سبيل المثال إي2 هو 8.448 ميجابت / ث وليس 8.192 ميجابت / ث كما قد يتوقع المرء عند ضرب معدل إي1 في 4).
لاحظ، نظرا لاستخدام تداخل البت، فمن الصعب جدا عدم تعدد مستوى الروافد المنخفض بشكل مباشر، وتتطلب معدات لعدم تعدد كل مستوى واحد وصولا إلى ما هو مطلوب فرديا.
| إشارة | المعدل:                |
| ----- | ---------------------- |
| إي0   | 64 كيلو بيت / ثانية    |
| إي1   | 2.048 ميجابت / ثانية   |
| إي2   | 8.448 ميجابت / ثانية   |
| إي3   | 34.368 ميجابت / ثانية  |
| إي4   | 139.264 ميجابت / ثانية |

## وصلات خارجية
- دروس إي1/تي1 نسخة محفوظة 26 مايو 2008 على موقع واي باك مشين.